# Fanfan la Tulipe (film din 1952)
Fanfan la Tulipe este un film de aventuri francez din 1952 regizat de Christian-Jaque după un scenariu de René Wheeler, René Fallet și alții. În rolurile principale interpretează actorii Gérard Philipe și Gina Lollobrigida.

## Acțiune
Acțiunea filmului are loc în Franța prin secolul al XVIII-lea. Țiganca Adeline îi prezice aventurierului Fanfan că el se va căsători cu fiica regelui Ludovic al XV-lea al Franței. Ca urmare Fanfan, care avusese nenumărate amante cărora le promisese căsătoria, se înrolează în armata franceză. Ordinea din armată nu este pe placul aventurierului, el caută să dezerteze dar este prins și arestat. Un ofițer caută să se răzbune pe aventurierul care i-a sedus iubita, Fanfan însă reușește să evadeze în mod spectaculos din închisoare.

## Distribuție
- Gérard Philipe : Fanfan la Tulipe
- Gina Lollobrigida (VF : Claire Guibert) : Adeline La Franchise
- Noël Roquevert : Fier-à-Bras, maréchal des logis
- Olivier Hussenot : Tranche-Montagne
- Marcel Herrand : Louis XV, roi de France
- Nerio Bernardi : Le sergent La Franchise
- Jean-Marc Tennberg : Lebel
- Jean Parédès : Le capitaine de la Houlette
- Geneviève Page : La marquise de Pompadour
- Georgette Anys : Mme Tranche-Montagne
- Sylvie Pelayo : Henriette de France
- Irène Young : Marion Guillot
- Henri Rollan : Le maréchal d'Estrées
- Lucien Callamand : Le maréchal de Brandebourg
- Hennery : Guillot, le père baffoué
- Lolita De Silva : La dame d'honneur de la marquise de Pompadour
- Jean Debucourt : La voix de l'historien
- Joe Davray : Un soldat/doublure des cascades de Gérard Philipe
- Gérard Buhr : Un bandit de grands chemins
- Jacky Blanchot : un soldat
- Gil Delamare : un soldat
- Georges Demas : un soldat
- Guy Henry : un soldat
- Max Harry : un soldat
- Paul Violette : un soldat
- Françoise Spira :
- Evelyne Lacroix : Une marchande

## Legături externe
- Fanfan la Tulipe la Internet Movie Database
- Fanfan la Tulipe la Allmovie
- Bosley Crowther NY Times Review, 5 May 1953
- TimeOut New York review[nefuncțională]
- Village Voice Review Arhivat în 10 aprilie 2008, la Wayback Machine.